# Cuban Overture
Cuban Overture (il titolo originario era Rumba) è un'ouverture per orchestra composta da George Gershwin nell'estate del 1932, ispirata a una vacanza di due settimane fatta a L'Avana in febbraio.
L'ouverture è dominata da ritmi caraibici e cubani, con un ampio spettro di colore strumentale. Si tratta di un lavoro ricco ed emozionante con la complessità e la sofisticazione che illustrano l'influenza della musica e danza cubane. Il suo tema principale è stato influenzato da una canzone allora in voga di Ignacio Piñeiro, "Échale Salsita".
L'ouverture è in forma ternaria.

## Prima esecuzione
L'opera, sotto il titolo originario Rumba, è stata eseguita per la prima volta a New York, all'oramai demolito Lewisohn Stadium il 16 agosto 1932, come parte di un concerto per Gershwin tenuto dalla New York Philharmonic-Symphony Orchestra. Il concerto è stato un enorme successo. Come Gershwin ha scritto:

## Critica
Il lavoro è stato accolto favorevolmente dalla critica. Rumba è stato ribattezzato Cuban Overture tre mesi più tardi a un concerto di beneficenza condotto da Gershwin al Metropolitan Opera per evitare di dare l'idea al pubblico che fosse stato semplicemente un elemento di novità. Il nuovo titolo a condizione, come il compositore ha dichiarato, "un'idea più giusta del carattere e l'intento della musica".

## Organico
L'ouverture è orchestrata per tre flauti (ottavino raddoppio terza), due oboi, corno inglese, due clarinetti in Si bemolle, clarinetto basso, due fagotti, controfagotto, quattro corni francesi, tre trombe in Sib, tre tromboni, tuba, timpani, percussioni e archi.

## Partitura
Una nota del compositore nella partitura indica lo specifico posizionamento delle percussioni latino-americane tra cui bongo, claves, güiro, maracas "proprio di fronte alla posizione del direttore d'orchestra", con le immagini. Il manoscritto originale include un pianoforte, e include alcune misure sentito diverse volte durante il ponte.